# Gran Premio di Germania 2013
Il Gran Premio di Germania 2013 è stata la nona prova della stagione 2013 del campionato mondiale di Formula 1. Si è disputato domenica 7 luglio 2013 sul circuito del Nürburgring. La gara è stata vinta dal tedesco Sebastian Vettel su Red Bull-Renault, al suo trentesimo successo nel mondiale. Vettel ha preceduto sul traguardo il finlandese Kimi Räikkönen ed il francese Romain Grosjean, entrambi su Lotus-Renault.

## Vigilia

### Il caso delle gomme al GP di Gran Bretagna
Il Gran Premio precedente è stato caratterizzato dallo scoppio di ben cinque pneumatici, nel corso della gara. Questa situazione ha rinfocolato le polemiche in merito alla sicurezza degli pneumatici forniti per questa stagione. Secondo il progettista della Red Bull Racing, Adrian Newey, la colpa è del veto posto da alcuni team alla proposta della Pirelli di modificare la struttura delle gomme. Anche molti piloti hanno lamentato la scarsa sicurezza degli pneumatici, tanto che i conduttori della McLaren hanno minacciato di non correre in Germania, in assenza di provvedimenti. Una protesta di questa natura è stata minacciata, in seguito, dalla stessa Grand Prix Drivers' Association, l'associazione dei piloti di Formula 1.
Alcuni team hanno proposto alla FIA di sostituire i test riservati ai giovani piloti, programmati proprio sul circuito inglese alla metà di luglio, con dei test, con delle vetture della stagione in corso, finalizzati a migliorare la sicurezza delle gomme. Tale posizione è stata appoggiata anche da Bernie Ecclestone, che ne ha caldeggiato la soluzione con Jean Todt, presidente della FIA. La FIA ha successivamente acconsentito alla proposta delle scuderie, vista la situazione di pericolo creatasi in Inghilterra. I test si svolgeranno dal 17 al 19 luglio, anche se potranno anche protrarsi per un giorno. La FIA ha aggiunto che la Mercedes, ha deciso di non partecipare al test, a seguito della sentenza pronunciata dal Tribunale internazionale il mese scorso, in merito al caso delle prove che la scuderia tedesca aveva effettuato sul Circuito di Barcellona, senza permesso. Il 3 luglio lo Sporting Group della FIA ha abolito il comma del regolamento che vieta di effettuare prove, durante la stagione, con monoposto della stagione stessa. È stato inoltre deciso che nei test di luglio sul Circuito di Silverstone una sola giornata sarà dedicata ai piloti titolari.
La Pirelli, fornitrice unica degli pneumatici, ha inoltre annunciato che, dal Gran Premio di Germania, le gomme posteriori torneranno con l'anima in kevlar, che sostituirà l'attuale acciaio. Inoltre la casa italiana ha deciso che dal GP d'Ungheria, prossima gara in calendario, gli pneumatici forniti ritorneranno a una costruzione più simile a quella del 2012.
La Pirelli, inoltre, sulla base della sua analisi su tali scoppi ha evidenziato la necessità di impedire l'inversione degli pneumatici posteriori, di migliorare il controllo da parte della FIA sulla pressione degli stessi e sul loro camber.

### Aspetti tecnici
Per questo Gran Premio la Pirelli ha scelto le gomme medie e le gomme morbide. La FIA conferma quale zona per l'attivazione del Drag Reduction System il tratto tra le curve Bit e Veedol, e vi aggiunge, rispetto all'edizione 2011, anche il rettilineo dei box.

### Aspetti sportivi
Il Gran Premio di Germania passa, nella solita alternanza, da Hockenheim al Nürburgring. Questo spostamento è stato a lungo tempo in dubbio a causa delle difficoltà degli organizzatori ad addivenire alle richieste di Bernie Ecclestone; si prospettò così la possibilità che il Gran Premio restasse a Hockenheim, pur nelle difficoltà finanziarie anche di questo tracciato. Sulla situazione pesa anche la diversa proprietà dei due circuiti: l'AvD (Automobilclub von Deutschland), proprietario del Nürburgring, era contrario all'effettuazione del Gran Premio di Germania a Hockenheim, di proprietà dell'ADAC (Allgemeiner Deutscher Automobil-Club). Per tale ragione Bernie Ecclestone propose di chiamare la gara, in caso di permanenza a Hockenheim, Gran Premio d'Europa, vista la sua assenza nel calendario 2013.
Emanuele Pirro è nominato commissario aggiunto per il Gran Premio. Il pilota italiano ha già svolto questa funzione frequentemente negli anni passati.

## Prove

### Resoconto
Prima dell'inizio delle prove la FIA ha vietato alle scuderie di invertire gli pneumatici posteriori, ha fissato in 16 psi la pressione degli stessi e ha stabilito in quattro gradi negativi il camber massimo ammesso per le gomme anteriori e due e mezzo per le posteriori, così come richiesto dalla Pirelli.
Nella prima sessione del venerdì il duo della Mercedes è stato il più rapido, con Lewis Hamilton che ha preceduto Nico Rosberg, di circa due decimi. Terzo ha chiuso Mark Webber, mentre l'altro pilota della Red Bull, Sebastian Vettel, ha chiuso ottavo, preferendo concentrarsi sull'assetto da gara. Fernando Alonso non ha fatto segnare nessun tempo cronometrato, venendo fermato per tre volte, prima di completare un giro veloce. La vettura evidenziava dei problemi al motore e di natura elettronica. Durante la sessione non sono stati evidenziati problemi con le gomme.
Nella seconda sessione del venerdì il più veloce è Sebastian Vettel della Red Bull, che precede Nico Rosberg e Mark Webber. Le Ferrari e le Lotus sono più staccate ma sembrano comunque competitive sul passo gara. Le Mercedes invece hanno alternato giri veloci a giri di raffreddamento delle coperture.
A causa di un'influenza il pilota della Marussia Jules Bianchi è stato sostituito dal collaudatore della scuderia, Rodolfo González, nella prima sessione del venerdì e ha potuto compiere solo dieci giri nella seconda. In caso di incapacità del pilota francese di prendere parte alla gara la Marussia aveva contattato il collaudatore della Ferrari, Pedro de la Rosa.
Nella sessione del sabato Vettel ha confermato il suo primato, staccando di sei decimi Nico Rosberg. Il pilota della Red Bull ha comandato la classifica sia nella prima parte della sessione, in cui le vetture montavano gomme medie, sia al termine, dopo che i piloti hanno testato le gomme morbide. Pastor Maldonado della Williams ha potuto prendere regolarmente parte alla sessione, dopo il fumo sprigionato dal KERS della sua vettura nella mattinata.

### Risultati
Nella prima sessione del venerdì si è avuta questa situazione:
| Pos | Nº | Pilota         | Costruttore             | Tempo    | Gap    | Giri |
| --- | -- | -------------- | ----------------------- | -------- | ------ | ---- |
| 1   | 10 | Lewis Hamilton | Mercedes                | 1'31"754 |        | 25   |
| 2   | 9  | Nico Rosberg   | Mercedes                | 1'31"973 | +0"219 | 25   |
| 3   | 2  | Mark Webber    | Red Bull Racing-Renault | 1'32"789 | +1"035 | 22   |

Nella seconda sessione del venerdì si è avuta questa situazione:
| Pos | Nº | Pilota           | Costruttore             | Tempo    | Gap    | Giri |
| --- | -- | ---------------- | ----------------------- | -------- | ------ | ---- |
| 1   | 1  | Sebastian Vettel | Red Bull Racing-Renault | 1'30"416 |        | 39   |
| 2   | 9  | Nico Rosberg     | Mercedes                | 1'30"651 | +0"235 | 38   |
| 3   | 2  | Mark Webber      | Red Bull Racing-Renault | 1'30"683 | +0"267 | 41   |

Nella sessione del sabato mattina si è avuta questa situazione:
| Pos | Nº | Pilota           | Costruttore             | Tempo    | Gap    | Giri |
| --- | -- | ---------------- | ----------------------- | -------- | ------ | ---- |
| 1   | 1  | Sebastian Vettel | Red Bull Racing-Renault | 1'29"517 |        | 19   |
| 2   | 9  | Nico Rosberg     | Mercedes                | 1'30"193 | +0"676 | 19   |
| 3   | 2  | Mark Webber      | Red Bull Racing-Renault | 1'30"211 | +0"694 | 18   |

## Qualifiche

### Resoconto
Nella prima fase le Ferrari sono le più veloci ma sono costrette a montare gomme morbide per avere la certezza di passare alla fase successiva. Vengono eliminati i piloti di Williams (con Valtteri Bottas eliminato per 12 millesimi), Caterham e Marussia.
La Q2 è stata molto combattuta tanto da produrre l'eliminazione di Nico Rosberg della Mercedes, vincitore del precedente GP di Gran Bretagna. L'eliminazione è dovuta al mancato utilizzo delle gomme morbide. All'ultimo istante è stato sopravanzato da Jenson Button. Oltre al tedesco sono stati eliminati i due piloti della Force India, Sergio Pérez, Esteban Gutiérrez e Jean-Éric Vergne. Le due Red Bull Racing e Lewis Hamilton sono capaci di conservare un treno in più di gomme morbide per la fase finale.
Nella fase decisiva si pone in testa Lewis Hamilton, seguito dalle due Red Bull. Nell'ultimo tentativo Sebastian Vettel sopravanza Hamilton, che riconquista però il tempo migliore. Per il britannico è la pole position numero 29 nel mondiale. Dietro si posizionano le due Red Bull, Kimi Räikkönen completa la seconda fila.

### Risultati
Nella sessione di qualifica si è avuta questa situazione:
| Pos                         | Nº | Pilota              | Costruttore             | Q1       | Q2       | Q3          | Griglia |
| --------------------------- | -- | ------------------- | ----------------------- | -------- | -------- | ----------- | ------- |
| 1                           | 10 | Lewis Hamilton      | Mercedes                | 1'31"131 | 1'30"152 | 1'29"398    | 1       |
| 2                           | 1  | Sebastian Vettel    | Red Bull Racing-Renault | 1'31"269 | 1'29"992 | 1'29"501    | 2       |
| 3                           | 2  | Mark Webber         | Red Bull Racing-Renault | 1'31"428 | 1'30"217 | 1'29"608    | 3       |
| 4                           | 7  | Kimi Räikkönen      | Lotus-Renault           | 1'30"676 | 1'29"852 | 1'29"892    | 4       |
| 5                           | 8  | Romain Grosjean     | Lotus-Renault           | 1'31"242 | 1'30"005 | 1'29"959    | 5       |
| 6                           | 19 | Daniel Ricciardo    | STR-Ferrari             | 1'31"081 | 1'30"223 | 1'30"528    | 6       |
| 7                           | 4  | Felipe Massa        | Ferrari                 | 1'30"547 | 1'29"825 | 1'31"126    | 7       |
| 8                           | 3  | Fernando Alonso     | Ferrari                 | 1'30"709 | 1'29"962 | 1'31"209    | 8       |
| 9                           | 5  | Jenson Button       | McLaren-Mercedes        | 1'31"181 | 1'30"269 | senza tempo | 9       |
| 10                          | 11 | Nico Hülkenberg     | Sauber-Ferrari          | 1'31"132 | 1'30"231 | senza tempo | 10      |
| 11                          | 9  | Nico Rosberg        | Mercedes                | 1'31"322 | 1'30"326 | N.D.        | 11      |
| 12                          | 14 | Paul di Resta       | Force India-Mercedes    | 1'31"322 | 1'30"697 | N.D.        | 12      |
| 13                          | 6  | Sergio Pérez        | McLaren-Mercedes        | 1'31"498 | 1'30"933 | N.D.        | 13      |
| 14                          | 12 | Esteban Gutiérrez   | Sauber-Ferrari          | 1'31"681 | 1'31"010 | N.D.        | 14      |
| 15                          | 15 | Adrian Sutil        | Force India-Mercedes    | 1'31"320 | 1'31"010 | N.D.        | 15      |
| 16                          | 18 | Jean-Éric Vergne    | STR-Ferrari             | 1'31"629 | 1'31"104 | N.D.        | 16      |
| 17                          | 17 | Valtteri Bottas     | Williams-Renault        | 1'31"693 | N.D.     | N.D.        | 17      |
| 18                          | 16 | Pastor Maldonado    | Williams-Renault        | 1'31"707 | N.D.     | N.D.        | 18      |
| 19                          | 20 | Charles Pic         | Caterham-Renault        | 1'32"937 | N.D.     | N.D.        | 22      |
| 20                          | 22 | Jules Bianchi       | Marussia-Cosworth       | 1'33"063 | N.D.     | N.D.        | 19      |
| 21                          | 21 | Giedo van der Garde | Caterham-Renault        | 1'33"734 | N.D.     | N.D.        | 20      |
| 22                          | 23 | Max Chilton         | Marussia-Cosworth       | 1'34"098 | N.D.     | N.D.        | 21      |
| Tempo limite 107%: 1'36"885 |    |                     |                         |          |          |             |         |

Con i tempi in grassetto sono visualizzate le migliori prestazioni in Q1, Q2 e Q3.

## Gara

### Resoconto
Al via Hamilton viene sopravanzato da Vettel e Webber, che si inseriscono in prima e seconda posizione. Räikkönen e Grosjean mantengono il quarto e il quinto posto, mentre Massa ha la meglio su Ricciardo e conquista la sesta piazza. Proprio il pilota brasiliano è, però, il primo dei ritirati: nel corso del quarto giro il pilota della Ferrari perde il controllo della vettura, andando in testacoda e non riuscendo a ripartire per un problema al cambio. I primi cinque allungano mentre Ricciardo si ferma già al quinto giro, lasciando la sesta piazza ad Alonso, che, con il suo treno di medie, non sembra avere un grande ritmo.
Il primo pilota a effettuare il cambio gomme nel gruppo di testa è Hamilton, che rientra ai box al sesto giro, seguito poco dopo da Vettel, Räikkönen e Webber. Durante il cambio gomme di quest'ultimo, i meccanici della Red Bull non riescono a fissare correttamente la ruota posteriore destra, che si stacca dalla vettura rotolando nella corsia dei box e colpendo un operatore televisivo, che riporta delle fratture. Grosjean prende quindi il comando davanti ad Alonso. Il pilota francese prosegue fino al tredicesimo passaggio, addirittura un giro dopo Alonso. Tornato in pista, il francese della Lotus passa subito Button e sale in seconda posizione alle spalle di Vettel, che è risalito sopravanzando i diversi piloti partiti con gli pneumatici di mescola media. Dietro alla
McLaren dell’inglese, ci sono Nico Hulkenberg, Nico Rosberg, Hamilton, Raikkonen e Alonso. Maldonado e Bottas entrano nella Top10. Al giro 14 Hamilton e Raikkonen passano Rosberg che poi va ai box. Al 18º giro il finlandese infila anche Lewis con un bel sorpasso all’ultima chicane. Dopo quattro giri di acceso duello con Alonso, l’inglese va ai box per la seconda volta al ventiduesimo giro. Quando anche Button effettua il suo primo stop al ventunesimo giro, Vettel si trova al comando davanti a Grosjean, Räikkönen, Alonso, lo stesso inglese, Pérez, Hülkenberg e Hamilton. 
Al ventiquattresimo giro sulla Marussia di Bianchi cede il motore. La vettura del francese subisce un principio d'incendio, ma i commissari tardano a intervenire e la monoposto, abbandonata in una via di fuga in pendenza, attraversa la pista, fermandosi nella via di fuga opposta. La direzione gara fa entrare in pista la safety car, del cui ingresso i quattro piloti di testa approfittano per effettuare il secondo cambio gomme. Webber può sdoppiarsi, rientrando così in gara, pur se diciannovesimo. La gara riparte al trentesimo passaggio, con Vettel in testa davanti a Grosjean, Räikkönen, Alonso, Button, Hülkenberg, Hamilton, Maldonado, Peréz e Sutil. Tutti montano gomme medie. Hulkenberg si ferma al giro 37, montando ancora medie e rinunciando alla strategia a due soste.
Al quarantesimo giro Grosjean effettua la sua ultima sosta, imitato una tornata più tardi da Vettel, che rientra in pista davanti al francese. Al 45º giro i due passano Hamilton che va ai box per l’ultima volta. Seconda sosta anche per Button a tredici giri alla fine. Räikkönen mantiene il comando, rimanendo in pista fino al quarantanovesimo giro e montando poi gomme morbide. Alonso compie la stessa mossa: i due tornano in pista in terza e quarta posizione, rimontando velocemente su Vettel e Grosjean. La Lotus ordina al pilota francese di lasciar passare il compagno di squadra, che si avvicina a Vettel nelle ultime tornate ma non riesce a superarlo. Il pilota tedesco vince il Gran Premio di casa davanti a Räikkönen, Grosjean e Alonso. Hamilton supera Button all'ultimo giro, mentre Webber, scivolato in fondo al gruppo dopo la prima sosta, recupera fino alla settima posizione. Chiudono la zona punti Pérez, Rosberg e Hülkenberg.

### Risultati
I risultati del Gran Premio sono i seguenti:
| Pos | Nº | Pilota              | Costruttore             | Giri | Tempo/Ritiro/Media         | Griglia | Punti |
| --- | -- | ------------------- | ----------------------- | ---- | -------------------------- | ------- | ----- |
| 1   | 1  | Sebastian Vettel    | Red Bull Racing-Renault | 60   | 1h41'14"711 - 182.896 km/h | 2       | 25    |
| 2   | 7  | Kimi Räikkönen      | Lotus-Renault           | 60   | +1"008                     | 4       | 18    |
| 3   | 8  | Romain Grosjean     | Lotus-Renault           | 60   | +5"830                     | 5       | 15    |
| 4   | 3  | Fernando Alonso     | Ferrari                 | 60   | +7"721                     | 8       | 12    |
| 5   | 10 | Lewis Hamilton      | Mercedes                | 60   | +26"927                    | 1       | 10    |
| 6   | 5  | Jenson Button       | McLaren-Mercedes        | 60   | +27"996                    | 9       | 8     |
| 7   | 2  | Mark Webber         | Red Bull Racing-Renault | 60   | +37"562                    | 3       | 6     |
| 8   | 6  | Sergio Pérez        | McLaren-Mercedes        | 60   | +38"306                    | 13      | 4     |
| 9   | 9  | Nico Rosberg        | Mercedes                | 60   | +46"821                    | 11      | 2     |
| 10  | 11 | Nico Hülkenberg     | Sauber-Ferrari          | 60   | +49"892                    | 10      | 1     |
| 11  | 14 | Paul di Resta       | Force India-Mercedes    | 60   | +53"771                    | 12      |       |
| 12  | 19 | Daniel Ricciardo    | STR-Ferrari             | 60   | +56"975                    | 6       |       |
| 13  | 15 | Adrian Sutil        | Force India-Mercedes    | 60   | +57"738                    | 15      |       |
| 14  | 12 | Esteban Gutiérrez   | Sauber-Ferrari          | 60   | +1'00"160                  | 14      |       |
| 15  | 16 | Pastor Maldonado    | Williams-Renault        | 60   | +1'01"929                  | 18      |       |
| 16  | 17 | Valtteri Bottas     | Williams-Renault        | 59   | +1 giro                    | 17      |       |
| 17  | 20 | Charles Pic         | Caterham-Renault        | 59   | +1 giro                    | 22      |       |
| 18  | 21 | Giedo van der Garde | Caterham-Renault        | 59   | +1 giro                    | 20      |       |
| 19  | 23 | Max Chilton         | Marussia-Cosworth       | 59   | +1 giro                    | 21      |       |
| Rit | 18 | Jean-Éric Vergne    | STR-Ferrari             | 22   | Problema idraulico         | 16      |       |
| Rit | 22 | Jules Bianchi       | Marussia-Cosworth       | 21   | Motore                     | 19      |       |
| Rit | 4  | Felipe Massa        | Ferrari                 | 3    | Testacoda/cambio           | 7       |       |

## Classifiche mondiali

### Piloti
| Pos | Pilota           | Punti |
| --- | ---------------- | ----- |
| 1   | Sebastian Vettel | 157   |
| 2   | Fernando Alonso  | 123   |
| 3   | Kimi Räikkönen   | 116   |
| 4   | Lewis Hamilton   | 99    |
| 5   | Mark Webber      | 93    |
| 6   | Nico Rosberg     | 84    |
| 7   | Felipe Massa     | 57    |
| 8   | Romain Grosjean  | 41    |
| 9   | Paul di Resta    | 36    |
| 10  | Jenson Button    | 33    |
| 11  | Adrian Sutil     | 23    |
| 12  | Sergio Pérez     | 16    |
| 13  | Jean-Éric Vergne | 13    |
| 14  | Daniel Ricciardo | 11    |
| 15  | Nico Hülkenberg  | 7     |

### Costruttori
| Pos | Team                    | Punti |
| --- | ----------------------- | ----- |
| 1   | Red Bull Racing-Renault | 250   |
| 2   | Mercedes                | 183   |
| 3   | Ferrari                 | 180   |
| 4   | Lotus-Renault           | 157   |
| 5   | Force India-Mercedes    | 59    |
| 6   | McLaren-Mercedes        | 49    |
| 7   | STR-Ferrari             | 24    |
| 8   | Sauber-Ferrari          | 7     |

## Decisioni della FIA
Al termine della gara, la Red Bull Racing è stata multata di 30.000 € per aver fatto ripartire Mark Webber senza essersi assicurata che le gomme fossero tutte correttamente agganciate alla vettura; dalla gomma staccatasi dalla vettura è sorto l'incidente al cameraman, durante la gara. La scuderia anglo-austriaca era già stata protagonista di un incidente analogo nel Gran Premio di Cina.
La Force India è stata invece multata di 5.000 euro per aver consentito a Paul di Resta di riprendere il via dopo uno stop al sopraggiungere di Jean-Éric Vergne.